# Brittainey Raven
Brittainey She Von Raven (Albuquerque, 1º agosto 1988) è un'ex cestista statunitense, professionista nella WNBA.

## Carriera
È stata selezionata dalle Atlanta Dream al terzo giro del Draft WNBA 2010 (33ª scelta assoluta).